# Luca D'Alisera
Luca D'Alisera (Roma, 27 marzo 1981) è un pattinatore artistico a rotelle italiano, primo atleta nel pattinaggio artistico a rotelle ad aver eseguito perfettamente in gara un triplo axel completo nel numero delle rotazioni richieste.
Nel suo palmarès si segnalano i titoli di campione del mondo nel libero e nella combinata nel 2003 e nel 2004 e quello di campione del mondo di libero nel 2006.
Ha vinto due Coppe del mondo nel 2004 e 2005.
Vincitore del titolo europeo seniores di libero e combinata nell'edizione del 2000 e in quella del 2004.
Ha vinto sei medaglie d'oro ai mondiali juniores tra il 1997 e il 1999.